# Osieczko
Osieczko – południowo-wschodnia część miasta Osiek w Polsce położona w województwie świętokrzyskim, w powiecie staszowskim, w gminie Osiek. Położone przy drodze krajowej nr 79.
W przeszłości była to samodzielna wioska, którą w wyniku rozrostu się miasta Osiek włączono w jego obszar. Włączenia do miasta, dokonano po odzyskaniu praw miejskich w 1992. 30 listopada 1996 Osieczko włączono do Osieka.

## Lokalizacja
Samo osiedle znajduje się między kościołem rzymskokatolickim pw. św. Stanisława, ulicami: Sandomierską, Jana Pawła II, Cichą, Ogrodową, Wiślaną i Tarnobrzeską. W dużej mierze zabudowane jest domkami jednorodzinnymi z lat 70., 80., 90. XX w., jak i nowszymi. Osieczko położona jest 15 km na północny wschód od Połańca; 18,1 na zachód, południowy zachód od Tarnobrzega; 20,4 km na wschód od Staszowa i 24,3 km na zachód, północny zachód od Nowej Dęby leżąc na wysokości 157,4 m n.p.m.

## Historia
Wówczas wieś wymieniana w Słowniku geograficznym Królestwa Polskiego i innych krajów słowiańskich pod koniec XIX wieku.

OSIECZKO, wieś, powiat sandomierski, gmina i parafia Osiek. Odległość od Sandomierza 30 wiorst, leży tuż pod osadą (miejską) Osiek, ma 82 domy, 570 mieszkańców, 827 mórg ziemi dworskiej i 925 mórg (ziemi) włościańskiej. Folwark wchodzi w skład majoratu rządowego Osiek. W 1827 roku było tu 50 domów, 303 mieszkańców.

Słownik geograficzny Królestwa Polskiego i innych krajów słowiańskich, t. VII.

Na podstawie ww. informacji z 1886 – Osieczko, to wieś w powiecie sandomierski, w gminie i parafii Osiek. Leży w odległość 30 wiorst od Sandomierza, tuż pod osadą miejską Osiek, ma 82 domów, 570 mieszkańców, 827 mórg ziemi dworskiej i 925 mórg włościańskich. Folwark wchodzi w skład majoratu rządowego Osiek. W 1827 roku było tu 50 domów, 303 mieszkańców.
W 1812 wioska na krótki czas wchodziła w skład gminy Wiązownica. Gdy w 1832 rozdzielono dobra rządowe na kilka części a główną z nich, majorat Osiek, nadano senatorowi Pogodinowi. W tego skład tego majoratu wchodziły m.in.: folwarki z wójtostwem Osiek, folwark Bukowo i Wiązownica, a w tym osada Osieczko z 48 domami, w granicach z 791 morgami. Z kolei w 1866 roku był już w posiadaniu Aleksandry z Pogodinów Pietrowej.
W 1886 parafia Osiek należy do dekanatu sandomierskiego i liczy 3 895 dusz. Z kolei gmina Osiek, z urzędem we wsi Osieczko, ma 6 070 mieszkańców, i rozległości 17 916 mórg, w tym ziemi dworskiej 6 525 mórg. Sądem okręgowym dla gminy jest III Sąd Okręgowy w Łoniowie; z kolei stacja pocztowa znajduje się w Staszowie.
Według wyżej wymienionego słownika, kiedyś w Osieczku było jezioro Białe. Z informacji tam zamieszczonej wynika iż, leżało ono w powiecie sandomierskim, we wsi Osieczko nad Wisłą, i że miało 10 mórg obszaru.

## Geografia
W XIX-wiecznym Osieczku umiejscowione były dwa małe jeziorka: Białe i Skopaniec – znane nam z oryginalnego opisu Ludwika Wolskiego z 1851.

Jeziora w Królestwie Polskiém. (...) Jeziora Gubernii Radomskiéj. (...) Powiat Sandomierski.
 Wszystkie jeziora powiatu tego leżą nad samą rzeką Wisłą lub w niewielkiéj od niéj odległości.
 (...) W gminie Osiek znajdujemy pięć jezior: dwa we wsi Osieczko, nazwane Białe i Skopaniec, we wsi Łęk nazwane Brzeźnica, w Osieku Bania, we wsi Długołęka Gaj.
 Szczegółowy ich opis następny: Jezioro Białe, położone jest na płaszczyźnie rozległéj w miejscu otwartém. Obszerność morgów 10, głębokość stóp 9. Grunta nadbrzeżne urodzajne. Wody jeziora nawet po stopnieniu śniegów i nawalnych deszczach nie wzbierają. Brzegi jego są zarosłe trzciną. Kommunikacyi podziemnéj ani źródeł mineralnych nie ma. Woda czysta, słodka, bez odoru. Obfituje w szczupaki, karasie, okunie i płotki, z czego dochód na rok uczyni najwięcéj rubli sréberem 9. Spławy żadne nie odbywają się.
 Jezioro Skopaniec, położone na płaszczyźnie rozległéj w miejscu otwartém, ma obszerności morgów 3, głębokości stóp 20. Grunta jego nadbrzeżne urodzajne. Do jeziora Bani, poniżéj opisanego, wypływa ztąd strumień; to jest powodem, iż wody jeziora tego nigdy nie wzbierają. Kommunikacyi podziemnéj i źródeł mineralnych jezioro to nie ma. Woda w niém czysta, słodka, do użytku zdatna, po brzegach tylko zarosła trzciną i innemi chwastami. Obfituje w różne gatunki ryb, lecz tych dla znacznéj głębokości wody łowić nie można; dochodu więc żadnego jezioro to nie przynosi. Spławy żadne.
 (...) Z wyliczenia takowego wypada, że w gubernii radomskiéj jest w ogóle jezior 59, rozległość ich włók 15, morgów 27; w tym: w powiecie sandomierskim jezior 31, rozległość ich włók 11, morgów 7. Wszystko to są jeziora mniejszéj wielkości; największe z nich Kozłowy dół ma obszerności morgów 70, po nim idzie Krzcińskie — morgów 50, daléj Słoniawa i Przewłockie po morgów 30; inne coraz mniejsze.

Ludwik Wolski, Biblioteka Warszawska. Pismo poświęcone naukom, sztukom i przemysłowi, t. I.

BIAŁE jezioro, powiat sandomierski, we wsi Osieczko nad Wisłą, ma 10 mórg obszaru.

Słownik geograficzny Królestwa Polskiego i innych krajów słowiańskich, t. I.

## Dawne części miasta – obiekty fizjograficzne
W latach 70. XX wieku przyporządkowano i opracowano spis lokalnych części integralnych dla Osieczka, wówczas jeszcze wioski zawarty w tabeli 1. Pozostałe niewymienione tu części są opisane w Osieku. 

| Nazwa wsi — miasta | Nazwy części wsi — miasta                                                    | Nazwy obiektów fizjograficznych — charakter obiektu |
| ------------------ | ---------------------------------------------------------------------------- | --- |
| I. Gromada OSIEK   |                                                                              | |
| 1. Osieczko        | 1. Gaj 2. Grobla 3. Osieczko-Kolonia 4. Osiek-Kolonia 5. Stawki 6. Wójtostwo | 1. Buchnia — łąka, krzaki, mokradła 2. Działy — pole 3. Gaj — pole 4. Góry — pole, nieużytki, młody las 5. Grobla — pole 6. Osieczko-Kolonia — pole 7. Podjeziorze — pole 8. Podlipnickie — pole 9. Stawki — pole 10. Wielgie Jezioro — jezioro 11. Zagumnie — pole 12. Zajeziorze — pole, łąka |

## Literatura
- „Biblioteka Warszawska. Pismo poświęcone naukom, sztukom i przemysłowi. 1851”. Tom piérwszy. Ogólnego zbioru tom XLI, 1851. Warszawa: W Drukarni Stanisława Strąbskiego, przy ulicy Daniłowiczowskiéj Nr. 617, w dawnej Bibliotece Załuskich.brak numeru strony
- Bielec Jan (red.), Szwałek Stanisława: Wykaz urzędowych nazw miejscowości w Polsce. Ministerstwo Administracji, Gospodarki Terenowej i Ochrony Środowiska. T. II: K - P. Warszawa: GUS, 1981. Brak numerów stron w książce
- Kaczmarek Leon (red. nauk. zeszytu), Taszycki Witold (red. nauk. wyd.): Urzędowe Nazwy miejscowości i obiektów fizjograficznych. 33. Powiat staszowski województwo kieleckie. Komisja ustalania nazw miejscowości i obiektów fizjograficznych (do użytku służbowego). Z: 33. Warszawa: Urząd Rady Ministrów. Biuro do Spraw Prezydiów Rad Narodowych, 1970. Brak numerów stron w książce
- Kolber Oskar: Dzieła wszystkie. Sandomierskie. Materyjały do etnografii słowiańskiéj. T. 2: Lud. Jego zwyczaje, sposób życia, mowa, podania, przysłowia, obrzędy, gusła, zabawy, pieśni, muzyka i tańce. Serya 1. Sandomierskie. Warszawa: W drukarni Jana Jaworskiego, Krakowskie-Przedmieście Nr. 415, 1865. Brak numerów stron w książce
- Sulimierski Filip (red. naczelny), Chlebowski Bronisław (red.), Walewski Władysław (red.): Słownik geograficzny Królestwa Polskiego i innych krajów słowiańskich. Nakładem Władysława Walewskiego. T. I. Warszawa: Druk „WIEKU” Nowy-Świat Nr. 59, 1880. Brak numerów stron w książce
- Sulimierski Filip (red. naczelny), Chlebowski Bronisław (red.), Walewski Władysław (red.): Słownik geograficzny Królestwa Polskiego i innych krajów słowiańskich. Nakładem Władysława Walewskiego. T. VII. Warszawa: Druk „WIEKU” Nowy-Świat Nr. 61, 1886. Brak numerów stron w książce
- Sulimierski Filip (red. naczelny), Chlebowski Bronisław (red.): Słownik geograficzny Królestwa Polskiego i innych krajów słowiańskich. Nakładem Władysława Walewskiego do końca tomu X. Od tomu XI, z zasiłku Kasy pomocy dla osób pracujących na polu naukowem imienia D-ra Mianowskiego. T. XIII. Warszawa: Druk „WIEKU” Nowy-Świat Nr. 61, 1893. Brak numerów stron w książce